# St. Peter in Ketten (Irrhausen)

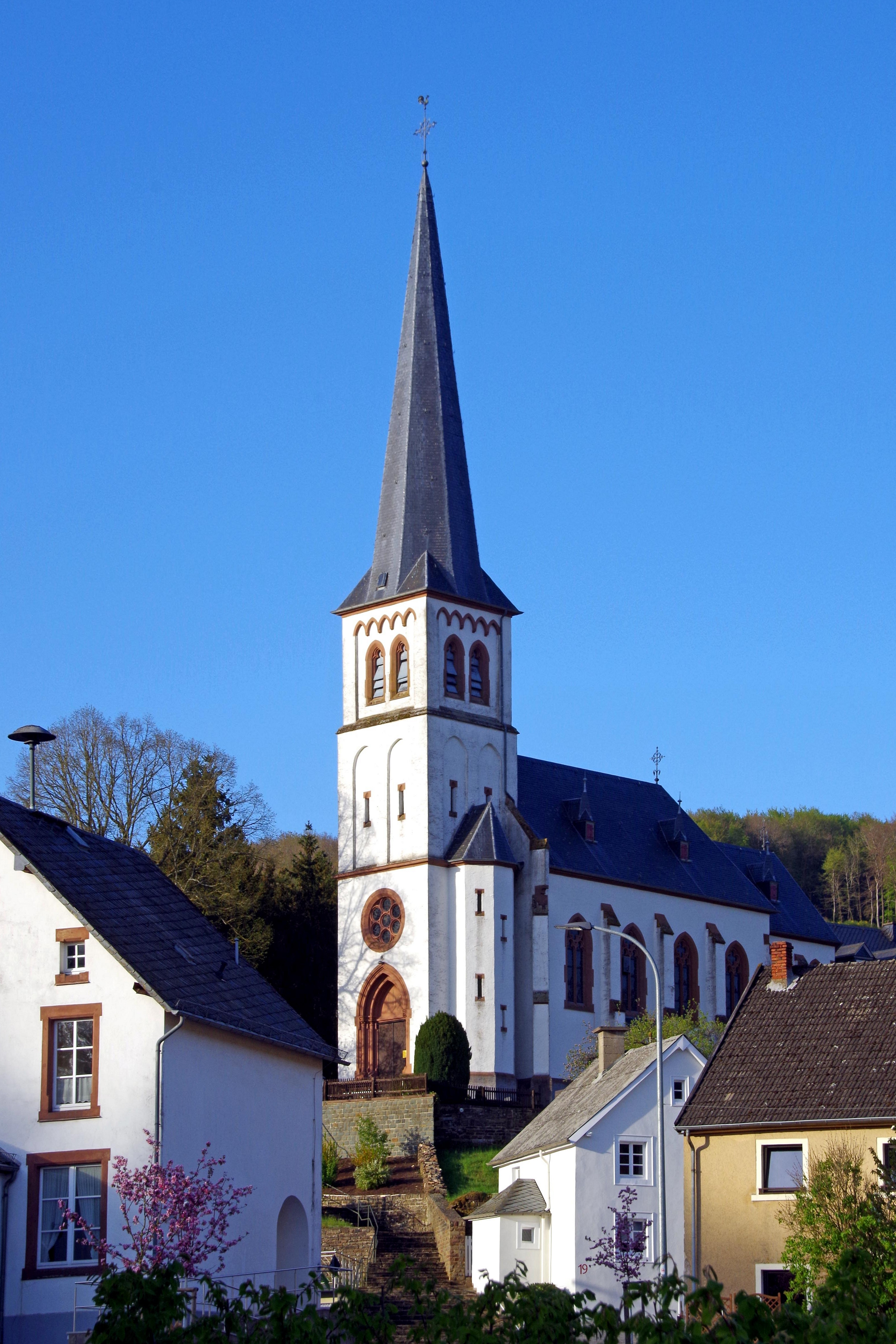
St. Peter in Ketten (Irrhausen)

Die Kirche St. Peter in Ketten ist die römisch-katholische Pfarrkirche von Irrhausen im Eifelkreis Bitburg-Prüm in Rheinland-Pfalz. Die Pfarrei St. Peter in Ketten gehört in der Pfarreiengemeinschaft Arzfeld zum Dekanat St. Willibrord Westeifel im Bistum Trier.

## Geschichte
Ab dem 15. Jahrhundert gab es in Irrhausen eine Kapelle, die 1899 wegen Baufälligkeit geschlossen und abgerissen wurde. Die 1902 eingeweihte neugotische Kirche (Architekt: Lambert von Fisenne) steht im Dorf auf einem Schieferfelsen. Ihr hoher, schlanker Turm, macht sie zum markanten Wahrzeichen des Ortes.

## Ausstattung

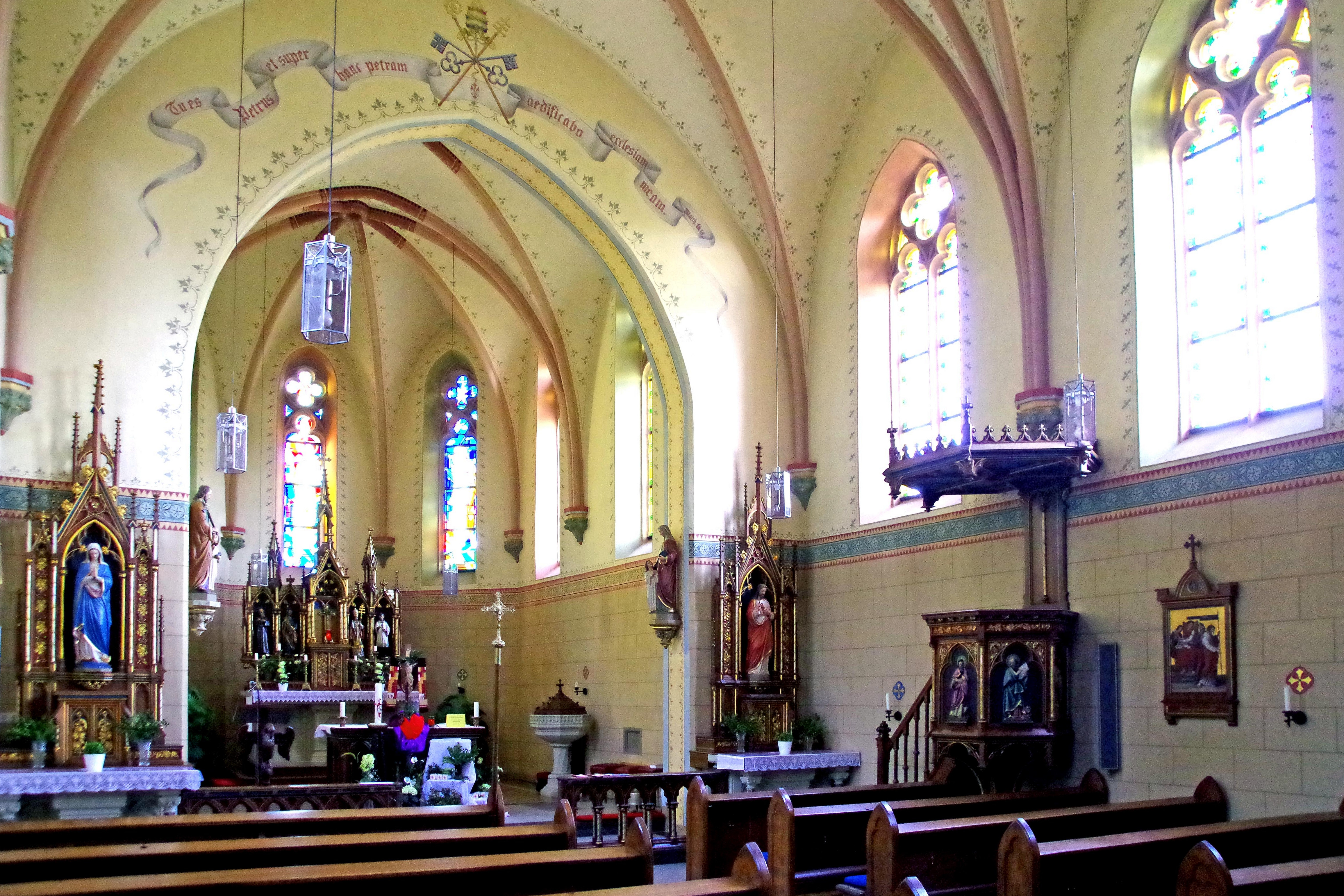
St. Peter in Ketten (Irrhausen)

Der hölzerne Hochaltar ist in neugotischem Stil gefertigt. Seit 1988 verfügt die Kirche über eine einmanualige Orgel mit sieben Registern der Firma Orgelbau Simon. Seit 1993 besitzt sie eine Reliquie und ein Bild des seligen Peter Friedhofen.

## Pfarrer ab 1895 (Auswahl)
- 1895–1904: Clemens Bremig
- 1917–1934: Johann Tamblé
- 1935–1940: Otto Wendling
- 1941–1951: Nikolaus Lewen
- 1975–?: verwaltet von St. Luzia (Eschfeld)